# Baheri
Baheri là một thành phố và là nơi đặt ban đô thị (municipal board) của quận Bareilly thuộc bang Uttar Pradesh, Ấn Độ.

## Địa lý
Baheri có vị trí 28°47′B 79°30′Đ / 28,78°B 79,5°Đ Nó có độ cao trung bình là 183 mét (600 foot).

## Nhân khẩu
Theo điều tra dân số năm 2001 của Ấn Độ, Baheri có dân số 58.577 người. Phái nam chiếm 53% tổng số dân và phái nữ chiếm 47%. Baheri có tỷ lệ 43% biết đọc biết viết, thấp hơn tỷ lệ trung bình toàn quốc là 59,5%: tỷ lệ cho phái nam là 51%, và tỷ lệ cho phái nữ là 35%. Tại Baheri, 18% dân số nhỏ hơn 6 tuổi.